# The Cold Light of Day
The Cold Light of Day és una pel·lícula de thriller d'acció dels Estats Units de 2012 dirigida per Mabrouk El Mechri i distribuïda per Summit Entertainment. Va ser escrita per Scott Wiper i John Petro i protagonitzada per Henry Cavill, Bruce Willis i Sigourney Weaver. La història segueix Will (Cavill), que descobreix que la seva família ha estat segrestada per agents estrangers que estan buscant un maletí robat pel seu pare (Willis), cosa que l'obliga a fer mans i mànigues per trobar-los.
La pel·lícula va ser produïda per Intrepid Pictures i es va estrenar el 7 de setembre de 2012. Va recaptar 1,8 milions de dòlars al cap de setmana inaugural i 25,4 milions de dòlars a tot el món, amb un pressupost de 20 milions de dòlars. Va rebre crítiques negatives i té una qualificació d'aprovació del 4% a Rotten Tomatoes.

## Sinopsi
Narra la història de Will Shaw, un jove nord-americà la família del qual és segrestada quan es troben en plenes vacances per Espanya. Shaw disposa de poques hores per trobar-los, posar al descobert una conspiració del govern i a més trobar la connexió existent entre la desaparició de la seva família i els secrets del seu pare.

## Repartiment
- Henry Cavill com a Will Shaw
- Sigourney Weaver com a Jean Carrack
- Bruce Willis com a Martin Shaw
- Verónica Echegui com a Lucia Caldera
- Caroline Goodall com a Laurie Shaw
- Rafi Gavron com a Josh Shaw
- Joseph Mawle com a Gorman
- Óscar Jaenada com a Maximo
- Lolo Herrero com a Reynaldo
- Mark Ullod com a Vicente
- Emma Hamilton com a Dara Collins
- Michael Budd com a Esmael
- Alex Amaral com a Cesar
- Jim Piddock com a Meckler
- Paloma Bloyd com a Cristiana
- Roschdy Zem com a Zahir
- Colm Meaney com a agent de la CIA